# Kościół św. Rocha w Osieku
Kościół świętego Rocha – rzymskokatolicki kościół parafialny w Osieku w województwie pomorskim, należący do parafii św. Rocha w Osieku (dekanat Skórcz diecezji pelplińskiej).
W świątyni znajdują się  relikwie św. Wojciecha, czyli kość i płótno, w które zawinięte zostało po śmierci jego ciało oraz relikwie św. Rocha.

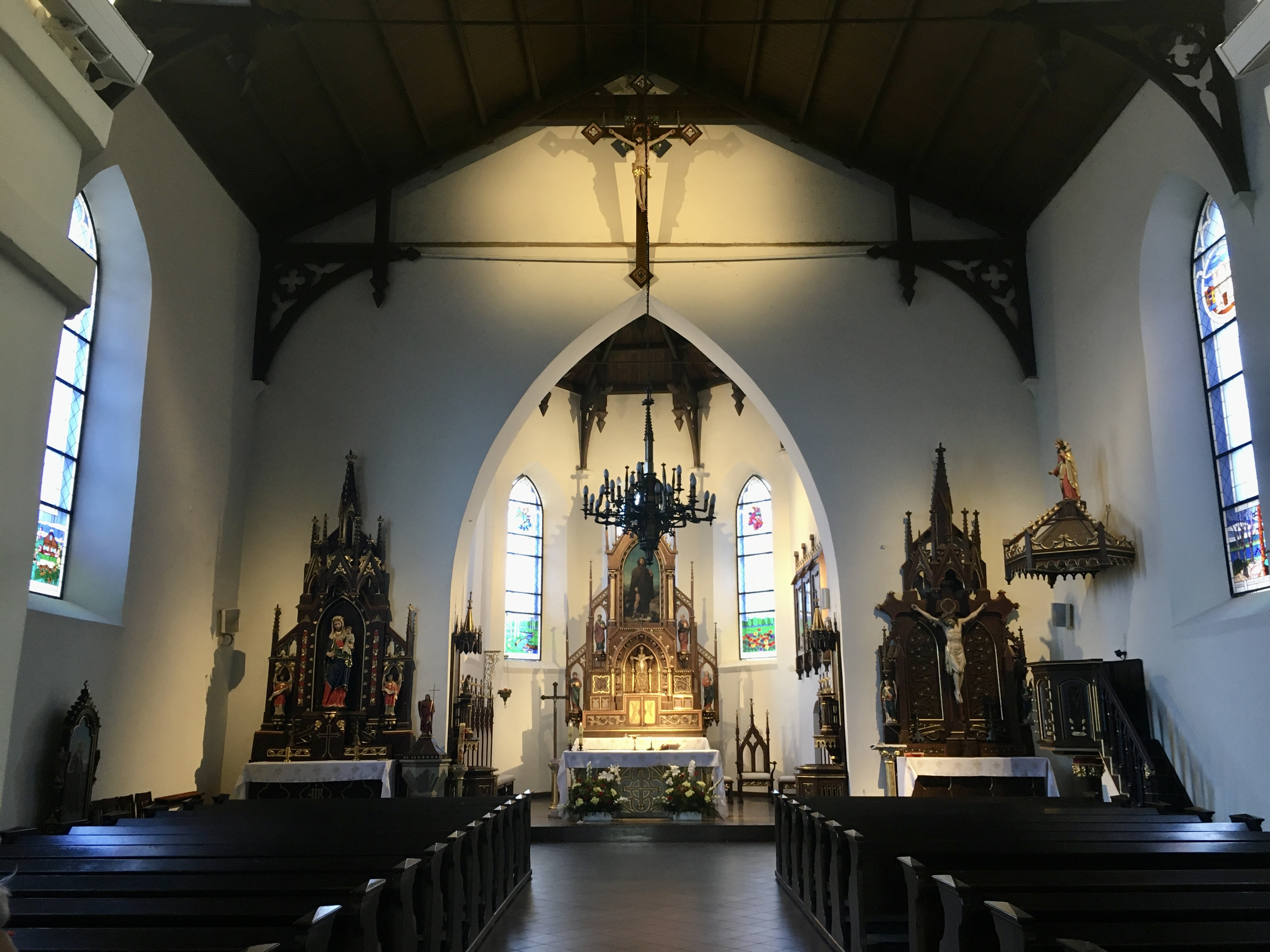
Wnętrze

## Historia
Jest to świątynia neogotycka, wzniesiona z kamieni polnych i cegieł w latach 1860-1866. Posiada piękną więźbę dachową. W 2011 roku na mocy decyzji biskupa pelplińskiego Jana Bernarda Szlagi kościół został ustanowiony sanktuarium poświęconym św. Rochowi.
Witraże, zamówione w Niemczech, do Osieka przywieziono przed samym wybuchem II wojny światowej, ale zamontowano już po jej zakończeniu, w latach pięćdziesiątych XX wieku.